# Captain Paris
Captain Paris (Originaltitel: Paris) ist eine US-amerikanische Krimiserie, die von September 1979 bis Januar 1980 in den USA beim Sender CBS ausgestrahlt wurde. Es wurden 13 Episoden in einer Staffel produziert.

## Handlung
Die Serie erzählt von Woody Paris, der als schwarzer Captain bekannt ist und gemeinsam mit seinen jungen Officers Willie, Charlie, Stacey und Ernie den Fall mit unfehlbarem Instinkt löst. Er lebt mit seiner Frau Barbara Paris glücklich zusammen. Woodys Chef ist Jerome Bench. Captain Woody Paris ist in einem Department in Los Angeles. Außer Dienst lernt er an der Abenduniversität und belegt Kurse über Kriminologie.

## Ausstrahlung
In den USA wurde nur 11 der 13 Episoden gesendet, da seinerzeit mit einer Samstagsausstrahlung ein ungünstiger Sendeplatz gewählt worden und die Konkurrenz anderer Sender zu groß war. In Deutschland liefen insgesamt 8 Captain Paris-Folgen ab dem 2. September 1980 jeden Dienstagabend im Ersten Deutschen Fernsehen und danach ab 1983 bei den dritten Fernsehprogrammen des NDR.

## Episodenliste
| Nr. | Deutscher Titel            | Originaltitel         | Erstausstrahlung USA | Deutschsprachige Erstausstrahlung (D) | Regie                | Drehbuch                        |
| --- | -------------------------- | --------------------- | -------------------- | ------------------------------------- | -------------------- | ------------------------------- |
| 1   | Ein ehrenwerter Mann       | Pilot                 | 29. Sep. 1979        | 16. Sep. 1980                         | Jackie Cooper        | Steven Bochco                   |
| 2   | Auf eigene Faust           | Dear John             | 6. Okt. 1979         | 9. Dez. 1980                          | Arnold Laven         | Steven Bochco                   |
| 3   | -                          | Pawn                  | 13. Okt. 1979        | -                                     | Georg Stanford Brown | Edward DeBlasio                 |
| 4   | Freunde und Feinde         | Friends and Enemies   | 20. Okt. 1979        | 30. Sep. 1980                         | Alex March           | Edward DeBlasio, Michael Kozoll |
| 5   | -                          | Once More for Free    | 27. Okt. 1979        | -                                     | Alexander Singer     | Burton Armus                    |
| 6   | -                          | Dead Men Don’t Kill   | 4. Dez. 1979         | -                                     | Jerry McNeely        | Steven Bochco                   |
| 7   | Der Preis einer Karriere   | Burnout               | 11. Dez. 1979        | 11. Nov. 1980                         | Alf Kjellin          | Del Reisman                     |
| 8   | -                          | Decisions             | 18. Dez. 1979        | -                                     | Jack Starrett        | Irv Pearlberg                   |
| 9   | Mauer des Schweigens       | The Price Is Right    | 1. Jan. 1980         | 2. Sep. 1980                          | Georg Stanford Brown | Jackson Gillis                  |
| 10  | Der Mann, den es nicht gab | The Ghost Maker       | 8. Jan. 1980         | 28. Okt. 1980                         | Bruce Paltrow        | Burton Armus                    |
| 11  | Gesetze des Hafens         | Fitz's Boys           | 15. Jan. 1980        | 25. Nov. 1980                         | Alf Kjellin          | Larry Alexander, Burton Armus   |
| 12  | Der Mordverdacht           | Pay the Two Bucks     | -                    | 14. Okt. 1980                         | Alan Rachins         | David Solomon                   |
| 13  | -                          | America the Beautiful | -                    | -                                     | Victor Lobl          | Burton Armus                    |